# Miliana
Miliana (en árabe, مليانا) es una ciudad en la provincia de Ain Defla, al norte de Argelia. 
Miliana fue refundada en el año 944 por Buluggin ibn Ziri, hijo de Ziri ibn Manad, en el lugar de una antigua ciudad romana llamada Zuccabar. 
Estuvo bajo control francés hasta 1842. 
Está aproximadamente a 60 km al suroeste de Argel, la capital de Argelia. 
La población estimada es de 40.000 habitantes en 2005.

## Zucchabar
Zucchabar (localizada geográficamente en 36°15′57″N 2°17′50″E, cerca de la actual Miliana) fue una antigua ciudad romana en la provincia de Mauritania Cesariense (Mauretania Caesariensis). Fue constituida como Colonia Romana (Colonia Iulia Augusta Zucchabar) por el emperador César Augusto. 
En la Antigüedad tardía se trataba de una sede episcopal y ha sido una sede titular de la Iglesia Católica desde 1967.